# Ranen
Ranen (hebrejsky רנן‎, v oficiálním přepisu do angličtiny Rannen) je vesnice typu mošav v Izraeli, v Jižním distriktu, v Oblastní radě Merchavim.

## Geografie
Leží v nadmořské výšce 107 metrů na severozápadním okraji pouště Negev; v oblasti která byla od 2. poloviny 20. století intenzivně zúrodňována a zavlažována a ztratila částečně charakter pouštní krajiny. Jde o zemědělsky obdělávaný pás navazující na pobřežní nížinu. Podél severního okraje mošavu protéká vádí Nachal Patiš.
Obec se nachází 24 kilometrů od břehu Středozemního moře, cca 84 kilometrů jihojihozápadně od centra Tel Avivu, cca 78 kilometrů jihozápadně od historického jádra Jeruzalému a 20 kilometrů severozápadně od města Beerševa. Nachází se na severozápadním okraji města Ofakim. Ranen obývají Židé, přičemž osídlení v tomto regionu je etnicky převážně židovské.
Ranen je na dopravní síť napojen pomocí lokální silnice 241.

## Dějiny
Ranen byl založen v roce 1950. Zakladateli byli Židé z Jemenu, kteří zde zřídili vesnici pod jménem Bitcha. V roce 1951 se tito prvotní osadníci přestěhovali o několik kilometrů k východu, kde pak zbudovali dodnes existující osadu Bitcha. Uprázdněná původní lokalita byla roku 1951 obydlena karaitskými Židy z Egypta, kteří předtím pobývali v Ašdodu a Ramle a kteří zde vytvořenou osadu nazvali Ranen. Mošav je pojmenován podle biblického citátu z Knihy Izajáš 35,2: „Bujně rozkvete, radostně bude jásat a plesat. Bude jí dána sláva Libanónu, nádhera Karmelu a Šáronu. Ty uzří slávu Hospodinovu, nádheru našeho Boha.“
Místní ekonomika je založena na zemědělství (pěstování květin a zeleniny ve skleníkách, chov drůbeže) a na turistickém ruchu využívajícím karaitské tradice. V obci je k dispozici obchod se smíšeným zbožím, synagoga, knihovna, zdravotní středisko, sportovní areály, zařízení předškolní péče o děti a společenské centrum. Správní území vesnice měří 5 000 dunamů (5 kilometrů čtverečních). Plánuje se stavební expanze. Prodáno bylo 80 stavebních parcel pro soukromé zájemce, z toho 40 již bylo zastavěno.

## Demografie
Obyvatelstvo mošavu je smíšené, tedy sestávajících ze sekulárních i nábožensky orientovaných lidí. Podle údajů z roku 2014 tvořili naprostou většinu obyvatel v Ranen Židé (včetně statistické kategorie "ostatní", která zahrnuje nearabské obyvatele židovského původu ale bez formální příslušnosti k židovskému náboženství).
Jde o menší obec vesnického typu s dlouhodobě rostoucí populací. K 31. prosinci 2014 zde žilo 576 lidí. Během roku 2014 populace stoupla o 4,3 %.
| Rok            | 1961 | 1972 | 1983 | 1995 | 2001 | 2003 | 2004 | 2005 | 2006 | 2007 | 2008 | 2009 | 2010 | 2011 | 2012 | 2013 | 2014 |
| -------------- | ---- | ---- | ---- | ---- | ---- | ---- | ---- | ---- | ---- | ---- | ---- | ---- | ---- | ---- | ---- | ---- | ---- |
| Počet obyvatel | 374  | 431  | 369  | 330  | 333  | 365  | 374  | 373  | 388  | 406  | 427  | 518  | 532  | 536  | 558  | 552  | 576  |